# Дождливый июль
«Дождливый июль» (пол. Deszczowy lipiec) — польский чёрно-белый художественный фильм 1957 года, снятый режиссёром Леонардом Бучковским на студии «KADR».
Премьера фильма состоялась 21 февраля 1958 года.

## Сюжет
Муж изменяет жене. Обманутая жена, находясь в отпуске, решает ответить ему тем же. Однако, не в силах отдаться влюблённому в неё Анджею, убеждая себя, что только к мужу испытывает настоящие чувства. Когда же Анна возвращаясь, выходит на вокзале, чтобы встретить его, узнаёт, что муж не только не приехал за ней, но и не поехал к любовнице, а к совсем другой женщине…

## В ролях
- Уршуля Моджиньска — Анна
- Рышард Барыч — Анджей Новицкий
- Ян Курнакович — Тадеуш Кавка
- Анджей Щепковский — Вацек
- Барбара Краффтувна — Зофия Карпиньская
- Марта Стебницкая — Халина Порембская
- Казимеж Вилямовский — Станислав Порембский
- Ольга Бельская — Ивона
- Зофья Анквич — горничная Юзя
- Магда Целювна — девушка в пансионате
- Казимеж Фабисяк — курортник
- Хенрик Моджевский — мужчина с собакой
- Сильвестр Пшедвоевский — отец непослушных детей
- Ярема Стемповский — курортник-меломан
- Зофия Куцувна — мать непослушных детей
- Збигнев Филюс — железнодорожник
- Ян Влодарчик — эпизод
- Раймунд Ярош — эпизод
- Ванда Островская — эпизод
- Кристина Церняк-Моргенштерн — женщина на танцах (нет в титрах)
- Ян Майзель — студент (нет в титрах)

## Съёмочная группа
- Сценарий — Леонард Бучковский, Стефания Гродзеньская
- Постановка режиссёра — Леонард Бучковский
- Ассистенты режиссёра — Павел Коморовский, Мария Стаженьская
- Главный оператор — Северин Крушиньский
- Художник — Роман Манн
- Композитор — Ежи Харольд
- Звукооператор — Юзеф Бартчак
- Операторы — Здислав Парыляк, Тадеуш Вежан, Ежи Бялек, Юлиан Гловацкий
- Монтаж — Кристина Тунис
- Костюмы — Мишель Загорская
- Музыка — Большой симфонический оркестр Польского радио (Катовице)
- Дирижёр — Ежи Харольд
- Директор — Влодзимеж Сливиньский